# Parc d'État de Harriman (New York)
Pour les articles homonymes, voir Parc d'État de Harriman.
Le parc d'État de Harriman (anglais : Harriman State Park) est un parc d'État situé dans les comtés de Rockland et d'Orange, dans l'État de New York, aux États-Unis.
Avec 188,64 kilomètres carrés, c'est le deuxième plus grand parc national de l'État. Il jouxte le parc d'État de Bear Mountain, la réserve forestière de l'Académie militaire de West Point et le parc d'État de la forêt de Sterling.
Le parc est nommé d'après Edward Henry Harriman et Mary Averell Harriman qui ont donné une partie des terres pour la création du parc.
Le Sentier des Appalaches passe par le parc.